# 盛岡浅岸テレビ中継局
盛岡浅岸テレビ中継局（もりおかあさぎしテレビちゅうけいきょく）は、岩手県盛岡市にあるテレビ中継局である。

## 置局住所
- アナログ放送： 盛岡市加賀野第12地割字才の神（岩山中腹）
- デジタル放送： 盛岡市浅岸字二ツ森（私立水道橋くるみ幼稚園北方高地）

## 中継局概要

### 地上デジタルテレビ放送
| リモコン キーID | 放送局名               | チャンネル 番号 | 空中線電力 | ERP  | 放送対象地域 | 放送区域 内世帯数 | 運用開始日      |
| --------------- | ---------------------- | --------------- | ---------- | ---- | ------------ | ----------------- | --------------- |
| 1               | NHK 盛岡総合           | 24              | 10mW       | 38mW | 岩手県       | 約80世帯          | 2010年 10月18日 |
| 2               | NHK 盛岡教育           | 27              | 10mW       | 38mW | 全国         | 約80世帯          | 2010年 10月18日 |
| 4               | TVI テレビ岩手         | 37              | 10mW       | 38mW | 岩手県       | 約80世帯          | 2010年 10月18日 |
| 5               | IAT 岩手朝日テレビ     | 40              | 10mW       | 38mW | 岩手県       | 約80世帯          | 2010年 10月18日 |
| 6               | IBC 岩手放送           | 29              | 10mW       | 38mW | 岩手県       | 約80世帯          | 2010年 10月18日 |
| 8               | mit 岩手めんこいテレビ | 38              | 10mW       | 38mW | 岩手県       | 約80世帯          | 2010年 10月18日 |

- デジタルテレビ中継局は、2010年8月25日に予備免許交付、9月中旬から試験放送開始、10月14日に本免許交付、10月18日から本放送開始[1]。
- 出力については、アナログ出力換算で100mW相当の10mWとなるため、事実上の減力となる。
- 地デジ中継局はこれまでとは異なる場所に設置されているため、UHFアンテナの増設あるいは方向変更が必要となる。

### 地上アナログテレビ放送
| チャンネル 番号 | 放送局名               | 空中線電力        | ERP               | 放送対象地域 | 放送区域 内世帯数 | 運用開始日      |
| --------------- | ---------------------- | ----------------- | ----------------- | ------------ | ----------------- | --------------- |
| 51              | NHK 盛岡教育           | 映像3W /音声750mW | 映像20W /音声5.1W | 全国         | 7,033世帯         | 1970年 12月6日  |
| 53              | NHK 盛岡総合           | 映像3W /音声750mW | 映像20W /音声5.1W | 岩手県       | 7,033世帯         | 1970年 12月6日  |
| 55              | IBC 岩手放送           | 映像3W /音声750mW | 映像20W /音声5.1W | 岩手県       | 6,119世帯         | 1976年 7月28日  |
| 57              | TVI テレビ岩手         | 映像3W /音声750mW | 映像20W /音声5W   | 岩手県       | 7,033世帯         | 1976年 7月28日  |
| 59              | mit 岩手めんこいテレビ | 映像3W /音声750mW | 映像20W /音声5.1W | 岩手県       | 7,033世帯         | 1991年 12月19日 |
| 61              | IAT 岩手朝日テレビ     | 映像3W /音声750mW | 映像20W /音声4.7W | 岩手県       | 6,662世帯         | 1996年 10月1日  |

- アナログテレビ放送は、当初、全国一斉の2011年7月24日で廃局となる予定だったが、同年3月11日に発生した東日本大震災の影響から、廃局が、2012年3月31日まで延期された。

## 放送エリア
- 盛岡本局からの電波が届きにくい浅岸・下米内・山岸六丁目・加賀野・本町通・上田の各一部地区をカバーしている。